# Spidse albuer, blødende knæ
|  | Denne artikel er oprettet af botten PalnaBot ud fra en ekstern database. Den kan derfor have sproglige fejl eller mangler. Denne skabelon kan fjernes efter kontrol af indholdet. |

Spidse albuer, blødende knæ er en kortfilm fra 2013 instrueret af Karoline Lyngbye efter manuskript af Karoline Lyngbye, Astrid Øye.

## Handling
15-årige Julie føler, at tiden står bomstille i det parcelhuskvarter, hvor hun bor med sin ulykkelige mor og sin storesøster Sarah. Da Sarah annoncerer, at hun planlægger at rejse til London med sin nye kæreste Nicklas, øjner Julie ikke alene en flugtvej fra hjemmets tyngende atmosfære, men ser også sit snit til at få stillet den nysgerrighed og rastløshed, der bor i hendes blomstrende teenagekrop.